# Albi di Rat-Man gigante
Questa è la lista degli albi di Rat-Man gigante.

## 2014
| Nr. | Titolo                   | Data di pubblicazione | Storie                                                                         |
| --- | ------------------------ | --------------------- | ------------------------------------------------------------------------------ |
| 1   | Rat-Man contro il Ragno! | 6 marzo 2014          | Le sconvolgenti origini del Rat-Man Rat-Man contro il Ragno! Legami di sangue! |
| 2   | La minaccia verde!       | 3 aprile 2014         | La minaccia verde! Tòpin! The Wonder Mouse! L'immutabile destino!              |
| 3   | Dal futuro!              | 8 maggio 2014         | Dal futuro! L'intervista! La Gatta!                                            |
| 4   | L'Araldo!                | 5 giugno 2014         | Week-end di torrone L'Araldo! Vendetta!                                        |
| 5   | Il ritorno!              | 3 luglio 2014         | Il ritorno! Il bacio della morte                                               |
| 6   | La Squadra Segreta!      | 7 agosto 2014         | La Squadra Segreta! La belva in noi! ... La fine del topo!                     |
| 7   | L'ultimo segreto!        | 4 settembre 2014      | L'ultimo segreto! L'eroe!                                                      |
| 8   | L'incredibile Ik!        | 2 ottobre 2014        | L'incredibile Ik! L'incredibile Ik!... le strisce! The R-File!                 |
| 9   | Il grande Ratzinga!      | 6 novembre 2014       | Il grande Ratzinga! La tela strappata!                                         |
| 10  | Caccia al Ragno!         | 4 dicembre 2014       | L'ira di Cover Man Caccia al Ragno!                                            |

## 2015
| Nr. | Titolo                 | Data di pubblicazione | Storie                                                            |
| --- | ---------------------- | --------------------- | ----------------------------------------------------------------- |
| 11  | Cinzia la barbara!     | 15 gennaio 2015       | Operazione Geode! Cinzia la barbara! La gladiatora                |
| 12  | Dimenticati dal tempo! | 5 febbraio 2015       | Dimenticati dal tempo! Storie incredibili Il Collezionista!       |
| 13  | Io, il clone!          | 5 marzo 2015          | Io, il clone! Crisi!                                              |
| 14  | L'internauta!          | 9 aprile 2015         | Io, il Rat-Man! L'internauta!                                     |
| 15  | Rat-Man: 1999          | 7 maggio 2015         | Rat-Man:1999 Le sconvolgenti origini del Rat-Man! Spazio al 1999! |
| 16  | Niente è per sempre    | 4 giugno 2015         | Titanic 2000 Niente è per sempre                                  |
| 17  | Un uomo in calzamaglia | 2 luglio 2015         | L'allievo Un uomo in calzamaglia                                  |
| 18  | Il supereroe           | 6 agosto 2015         | Il supereroe Supermen Il primo supereroe – Dietro le quinte       |
| 19  | Catene                 | 3 settembre 2015      | Catene Star Rats – Episodio I: il prescelto Sapore di sale        |
| 20  | La sentinella          | 8 ottobre 2015        | La sentinella Trappola seducente                                  |
| 21  | Tentazioni             | 5 novembre 2015       | Tentazioni Il pozzo del desiderio!                                |
| 22  | La mummia              | 3 dicembre 2015       | La bella e la bestia La mummia                                    |

## 2016
| Nr. | Titolo                 | Data di pubblicazione | Storie                                                      |
| --- | ---------------------- | --------------------- | ----------------------------------------------------------- |
| 23  | Ex-Men!                | 14 gennaio 2016       | Ex-Men! La mummia - Il ritorno!                             |
| 24  | La gabbia              | 4 febbraio 2016       | La gabbia School Trek                                       |
| 25  | Le ombre dei padri     | 3 marzo 2016          | Le ombre dei padri Grandi speranze! (prima parte)           |
| 26  | Il ritorno degli eroi! | 7 aprile 2016         | Grandi speranze! (seconda parte) Il ritorno degli eroi!     |
| 27  | Meraviglie!            | 5 maggio 2016         | Meraviglie! Il Re e io! (prima parte)                       |
| 28  | Uomini e topi!         | 9 giugno 2016         | Il Re e io! (seconda parte) Uomini e topi!                  |
| 29  | Il morso del Ragno!    | 7 luglio 2016         | Il morso del Ragno! Il primogenito!                         |
| 30  | Il soldato             | 4 agosto 2016         | Il soldato Sette giorni!                                    |
| 31  | La fuga di Rat-Man     | 8 settembre 2016      | La fuga di Rat-Man Pubblicato a morte! (prima parte)        |
| 32  | Pubblicato a morte!    | 6 ottobre 2016        | Pubblicato a morte! (seconda parte) Un classico del fumetto |
| 33  | Kina!                  | 3 novembre 2016       | Kina!                                                       |
| 34  | Rat-Max                | 1º dicembre 2016      | Rat-Max Identificato!                                       |

## 2017
| Nr. | Titolo                  | Data di pubblicazione | Storie                                                                      |
| --- | ----------------------- | --------------------- | --------------------------------------------------------------------------- |
| 35  | Camera Nove             | 12 gennaio 2017       | Camera 9 La salita!                                                         |
| 36  | Scuola di fumetto       | 2 febbraio 2017       | Scuola di fumetto Corso di fumetto                                          |
| 37  | Il migliore             | 2 marzo 2017          | L'ombra su di me Il migliore                                                |
| 38  | La fine di Rat-Man!     | 30 marzo 2017         | La fine di Rat-Man! Rat-Men                                                 |
| 39  | I Fantastici!           | 4 maggio 2017         | I Fantastici! Stessa spiaggia, stesso sale!                                 |
| 40  | Il nemico tra noi!      | 8 giugno 2017         | Il nemico tra noi! Che ci sia l’intelligenza!                               |
| 41  | Abbandonati!            | 6 luglio 2017         | Abbandonati! L’agenda della morte!                                          |
| 42  | La storia finita        | 3 agosto 2017         | La storia finita L’artista                                                  |
| 43  | Un nuovo inizio         | 7 settembre 2017      | Un nuovo inizio Rat-Man contro Rat-Man! - Prima parte                       |
| 44  | Rat-Man contro Rat-Man! | 5 ottobre 2017        | Rat-Man contro Rat-Man! - Seconda parte Catastrofe!                         |
| 45  | Venga il mio regno!     | 9 novembre 2017       | Venga il mio regno!                                                         |
| 46  | Era mio padre           | 30 novembre 2017      | Era mio padre Non dovevi farlo, Henry! Come posso dimostrartelo? Il ricatto |

## 2018
| Nr. | Titolo                      | Data di pubblicazione | Storie                                                           |
| --- | --------------------------- | --------------------- | ---------------------------------------------------------------- |
| 47  | 299                         | 11 gennaio 2018       | 299+1 - Prima parte                                              |
| 48  | +1                          | 8 febbraio 2018       | 299+1 - Seconda parte                                            |
| 49  | Io sono leggenda            | 1 marzo 2018          | Io sono leggenda L’ultimo spettacolo                             |
| 50  | Venduto!                    | 29 marzo 2018         | Venduto! Breve storia d'amore. Nemmeno breve. E nemmeno d'amore. |
| 51  | La caduta                   | 5 maggio 2018         | La caduta                                                        |
| 52  | Quello che non mi uccide... | 7 giugno 2018         | Quello che non mi uccide...                                      |
| 53  | Le cose cambiano            | 5 luglio 2018         | Le cose cambiano                                                 |
| 54  | E ora... Rat-Man            | 2 agosto 2018         | E ora... Rat-Man                                                 |
| 55  | Ratto                       | 6 settembre 2018      | Ratto                                                            |
| 56  | Ratto II - La vendetta!     | 4 ottobre 2018        | Ratto II - La vendetta! Jo Rango - Prima parte                   |
| 57  | Non di questo mondo!        | 31 ottobre 2018       | Non di questo mondo! Jo Rango - Seconda parte                    |
| 58  | E adesso sposami!           | 29 novembre 2018      | E adesso sposami! Jo Rango - Terza parte                         |

## 2019
| Nr. | Titolo                         | Data di pubblicazione | Storie                                                  |
| --- | ------------------------------ | --------------------- | ------------------------------------------------------- |
| 59  | Rat-Girl                       | 10 gennaio 2019       | Rat-Girl                                                |
| 60  | Yellow!                        | 7 febbraio 2019       | Yellow!                                                 |
| 61  | Tu non voltarti mai            | 6 marzo 2019          | Tu non voltarti mai Il Cercatore (I parte)              |
| 62  | Il nuovo mondo                 | 4 aprile 2019         | Il nuovo mondo Il Cercatore (II parte)                  |
| 63  | Gli eroi più potenti del mondo | 9 maggio 2019         | Gli eroi più potenti del mondo Il Cercatore (III parte) |
| 64  | Il nuovo Rat-Man!              | 6 giugno 2019         | Il nuovo Rat-Man! Il Cercatore (IV parte)               |
| 65  | Il paradiso perduto            | 4 luglio 2019         | Il paradiso perduto                                     |
| 66  | Sia questa l'ultima battaglia! | 1º agosto 2019        | Sia questa l'ultima battaglia!                          |
| 67  | I sacrificabili                | 5 settembre 2019      | I sacrificabili Il Cercatore (V parte)                  |
| 68  | E qualcuno morirà!             | 3 ottobre 2019        | E qualcuno morirà! Il Cercatore (VI parte)              |
| 69  | I Dimenticati                  | 7 novembre 2019       | I Dimenticati                                           |
| 70  | Battaglia a Gerusalemme!       | 5 dicembre 2019       | Battaglia a Gerusalemme!                                |

## 2020
| Nr. | Titolo                   | Data di pubblicazione | Storie                                             |
| --- | ------------------------ | --------------------- | -------------------------------------------------- |
| 71  | Il prigioniero           | 9 gennaio 2020        | Il prigioniero Un mondo perduto                    |
| 72  | Ricordati di me          | 6 febbraio 2020       | La breccia Ricordati di me                         |
| 73  | Il grande Magazzi!       | 5 marzo 2020          | Il grande Magazzi e il Principe Mezzo Rospo        |
| 74  | La donna filosofale      | 9 aprile 2020         | Il grande Magazzi e la donna filosofale            |
| 75  | La camera delle sorprese | 7 maggio 2020         | Il grande Magazzi e la camera delle sorprese       |
| 76  | Inizia tutto qui!        | 4 giugno 2020         | La discesa Il male minore Tòpin! The Wonder Mouse! |
| 77  | Il rettile               | 9 luglio 2020         | Il rettile Il segreto del supereroe                |
| 78  | L'onda                   | 6 agosto 2020         | Finché morte non ci separi L’onda                  |
| 79  | I nuovi eroi             | 3 settembre 2020      | I nuovi eroi Se questo è un sogno!                 |
| 80  | I Vendicatopi            | 8 ottobre 2020        | Per vivere domani! I Vendicatopi                   |
| 81  | Battaglia per la Terra!  | 5 novembre 2020       | Battaglia per la Terra! I Vendicatopi sono finiti! |
| 82  | La scelta!               | 3 dicembre 2020       | La scelta! Il palazzo                              |
| 83  | Stanotte muoio!          | 24 dicembre 2020      | Il sogno di una vita Stanotte muoio!               |

## 2021
| Nr. | Titolo                       | Data di pubblicazione | Storie                                                          |
| --- | ---------------------------- | --------------------- | --------------------------------------------------------------- |
| 84  | Il Trionfo del topo!         | 4 febbraio 2021       | L'ultima squadra Il trionfo del topo!                           |
| 85  | E venne il giorno!           | 4 marzo 2021          | E venne il giorno!                                              |
| 86  | L'ora più buia               | 8 aprile 2021         | L'ora più buia                                                  |
| 87  | Caccia al Ratto!             | 6 maggio 2021         | Caccia al Ratto!                                                |
| 88  | Le ombre dei figli!          | 3 giugno 2021         | Le ombre dei figli!                                             |
| 89  | Salvate Valker!              | 1 luglio 2021         | Salvate Valker!                                                 |
| 90  | Lotta nell'abisso!           | 5 agosto 2021         | Lotta nell'abisso!                                              |
| 91  | The Walking Rat              | 2 settembre 2021      | The Walking Rat                                                 |
| 92  | La città dei morti viventi   | 10 ottobre 2021       | La città dei morti viventi Paura nella città dei morti viventi! |
| 93  | Il trionfo dei morti viventi | 4 novembre 2021       | Il trionfo dei morti viventi! Che ci sia la vita!               |
| 94  | La falena                    | 2 dicembre 2021       | La falena Un giorno qualunque                                   |

## 2022
| Nr. | Titolo                      | Data di pubblicazione | Storie                                                            |
| --- | --------------------------- | --------------------- | ----------------------------------------------------------------- |
| 95  | Ritorno al passato!         | 20 gennaio 2022       | Ritorno al passato! Una vecchia speranza                          |
| 96  | Nel nome del padre!         | 17 febbraio 2022      | Nel nome del padre La caccia!                                     |
| 97  | La fine di Valker           | 17 marzo 2022         | La fine di Valker - Prima parte La fine di Valker - Seconda parte |
| 98  | Il Rat-Man                  | 21 aprile 2022        | Il Rat-Man                                                        |
| 99  | Non avrai altro dio         | 19 maggio 2022        | Non avrai altro dio                                               |
| 100 | Il dubbio                   | 23 giugno 2022        | Il dubbio                                                         |
| 101 | Colpire il Rat-Man!         | 21 luglio 2022        | Colpire il Rat-Man!                                               |
| 102 | Il prezzo della solitudine! | 18 agosto 2022        | Il prezzo della solitudine!                                       |
| 103 | L'ombra di Tòpin!           | 22 settembre 2022     | L'ombra di Tòpin!                                                 |
| 104 | Onora il padre!             | 20 ottobre 2022       | Onora il padre!                                                   |
| 105 | L'ultimo eroe!              | 24 novembre 2022      | L'ultimo eroe!                                                    |
| 106 | L'ira di Valker!            | 22 dicembre 2022      | L'ira di Valker!                                                  |

## 2023
| Nr. | Titolo                | Data di pubblicazione | Storie                |
| --- | --------------------- | --------------------- | --------------------- |
| 107 | Quando tutto finisce! | 19 gennaio 2023       | Quando tutto finisce! |
| 108 | La porta!             | 23 febbraio 2023      | La porta              |